# Kuwait Petroleum Corporation
Kuwait Petroleum Corporation (KPC; arabisch مؤسسة البترول الكويتية, DMG Muʾassasat al-Bitrūl al-Kuwaitiyya) ist ein staatliches Unternehmen aus Kuwait mit Firmensitz in der Hauptstadt Kuwait. Das Unternehmen wurde am 27. Januar 1980 als Mutterunternehmen gegründet, zu dem die Tochterunternehmen Kuwait Oil Company (KOC), Kuwait National Petroleum Company (KNPC), Kuwait Oil Tanker Company (KOTC) und Petrochemical Industries Company (PIC) gehören.
Das Unternehmen fördert, produziert, transportiert und raffiniert über seine Tochterunternehmen Erdöl.
In einigen Ländern verkauft KPC seine Produkte unter dem Markennamen Q8 (lautsprachlich für Kuwait). 

## Tochterunternehmen von KPC
- Kuwait Oil Company (KOC)
- Kuwait National Petroleum Company (KNPC)
- Petrochemical Industries Company (PIC)
- Kuwait Oil Tanker Company (KOTC)
- Kuwait Aviation Fueling Company (KAFCO)
- Kuwait Foreign Petroleum Exploration Company (KUFPEC)
- Kuwait Petroleum International Limited (KPI – Q8)
  - International Diesel Service (IDS) – Tankkartensystem für Großverbraucher
- Santa Fe International Corporation (SFIC)
- Kuwait Gulf Oil Company (KGOC)
- Oil Sector Services Company
- Hotwell Handelsgesellschaft Ges.mbH in Klingenbach (Österreich), Entwicklung, Produktion und Vertrieb von Ölbohrtechnik